# Anaspis wittei
Anaspis wittei is een keversoort uit de familie bloemspartelkevers (Scraptiidae). De wetenschappelijke naam van de soort is voor het eerst geldig gepubliceerd in 1955 door Ermisch.